# Flèche wallonne 1945
La Flèche wallonne 1945, neuvième édition de la course, a lieu le 3 juin 1945 sur un parcours de 213 km. La victoire revient au Belge Marcel Kint, qui a terminé la course en 6 h 12 min 07 s, devant ses compatriotes Lucien Vlaemynck et André Maelbrancke.
Sur la ligne d’arrivée de Charleroi, 26 des 60 coureurs au départ à Mons ont terminé la course.

## Classement final
| #  | Coureur           | Équipe             |    | Temps           |
| -- | ----------------- | ------------------ | -- | --------------- |
| 1  | Marcel Kint       | -                  | en | 6 h 12 min 07 s |
| 2  | Lucien Vlaemynck  | Alcyon-Dunlop      | +  | 0 s             |
| 3  | André Maelbrancke | Mercier-Hutchinson |    | 0 s             |
| 4  | Alberic Schotte   | Alcyon-Dunlop      |    | 0 s             |
| 5  | Vital Sneyders    | -                  |    | 0 s             |
| 6  | Richard Depoorter | Helyett            |    | 2 min 41 s      |
| 7  | Albert Sercu      | Dilecta            |    | 4 min 07 s      |
| 8  | Sylvain Grysolle  | -                  |    | 4 min 07 s      |
| 9  | Henri Renders     | Mercier-Hutchinson |    | 4 min 07 s      |
| 10 | Jules Lowie       | Mercier-Hutchinson |    | 4 min 07 s      |